# Hôtel Lutetia
Hôtel Lutetia je pětihvězdičkový hotel s celkovou kapacitou 184 pokojů a apartmánů (stav 2018) v 6. pařížském obvodu. Nachází se ve čtvrti Notre-Dame-des-Champs na křižovatce Boulevardu Raspail (č. 51) a Rue de Sèvres, asi 200 metrů od obchodního domu Le Bon Marché, jehož majitelé jej založili. Jeho název odkazuje na starověkou Lutetii. Budova je od roku 2007 chráněná jako historická památka.

## Architektura
Hotel byl postaven v roce 1910 na základě oceněného návrhu z roku 1908, který společně vytvořili architekti Louis-Hippolyte Boileau (1878–1948) a Henri-Alexis Tauzin (1879–1918). Fasádu navrhl Paul Belmondo, otec herce Jeana-Paula Belmonda. První rozšíření proběhlo již v roce 1913 a druhé rozšíření v roce 1926. V letech 1929/1930 proběhla rekonstrukce. Hotel Lutetia je považován za první secesní hotel v Paříži a má bar ve stylu art deco.
V roce 1985 byla Sonia Rykiel pověřena jeho přepracováním. Do pokojů v přízemí umístila různá umělecká díla od Armana a Césara. V té době měl hotel 230 pokojů, z toho 30 ve stylu art deco.
Od dubna 2014 do července 2018 prošel hotel rekonstrukcí za zhruba 200 milionů eur.

## Dějiny
Ke konci třetí republiky v září 1935 se v hotelu poprvé sešli odpůrci nacistické diktatury, ze kterých vznikla skupina známá jako Kruh Lutetia (později Výbor pro přípravu německé lidové fronty). Cílem bylo sjednotit osoby z různých antifašistických hnutí za účelem plánování a budování jednotné lidové fronty. První konference lidové fronty se sešla v hotelu 2. února 1936. Po závěrečné poradě 10. a 11. dubna 1937 projekt ztroskotal na zásadních rozdílech.
Během německé okupace za druhé světové válce byl hotel sídlem německé rozvědky a kontrašpionáže a SS. V suterénu docházelo k tvrdému mučení zadržených členů odboje.
Po skončení války sloužil hotel jako přijímací středisko a první domov pro přeživší koncentračních táborů.

## Majitelé a hosté
V letech 1955-2005 byl hotel ve vlastnictví rodiny Taittinger, poté se stal majetkem Izraelce Alfreda Akirova.
Mezi slavné hosty hotelu patřili Theodor W. Adorno, Pablo Picasso, Henri Matisse, André Gide, Antoine de Saint-Exupéry, Albert Cohen, Juliette Gréco, Catherine Deneuve, Isabelle Huppert, Gérard Depardieu nebo Charles de Gaulle.